# Kelian Hussein Bey
Kelian Hussein Bey dit Bou Kemia est, de 1713 à 1736, le bey de Constantine. Son mandat marque le début d'une période de grande stabilité politique qu'a connue le beylik de l'Est de la régence d'Alger au XVIIIe siècle.

## Biographie
Kelian Hussein Bey hérite d'une situation des plus désastreuses dans le beylik qui a connu des troubles, pendant les dernières années avant son investiture. Il gouverne de 1713 à 1736, durant lequel il impose son autorité à la province et contribue au succès de l'expédition qui établit Ali Pacha comme bey de Tunis. Il fait construire la mosquée de Souk el-Ghzael en 1730, qui doit son nom au marché de la laine qui se trouvait auprès.
Il mène une politique de pacification du pays par l'usage de diplomatie et d'intrigues pour rétablir la confiance et l'autorité du bey, sans déclarer la guerre aux féodaux puissants qui demeurent autonomes dans leurs fiefs. Grâce à ses manœuvres, il réussit à s'assurer de l'alliance des zaouïas et confréries religieuses auxquelles il consentit de nombreux privilèges, en contrepartie desquelles il avait la garantie de la livraison de l'impôt et l'assurance du maintien de l'ordre. Toutefois, il dirige des expéditions quand les circonstances l'exigeaient, contre certaines tribus notamment les Hanencha commandés par la famille Bou Aziz.
Son mandat marque le début d'une période de grande stabilité politique qu'a connu le beylik au XVIIIe siècle, grâce notamment à la succession de cinq beys, gouverneurs énergiques et administrateurs compétents, et qui s'achève par la mort de Salah Bey en 1792. Il est précédé par Ali Ben Salah (1710-1713) et se fait remplacer par Hassan Bey Bou-Hanek (1736-1753).